# Jean Thenaers
Jean Hubert Antoine William Thenaers (Wellen, 14 februari 1892 - Sint-Truiden, 14 maart 1963) was een Belgisch senator en burgemeester.

## Levensloop
Thenaers was notaris in Wellen en Sint-Truiden en werd gemeenteraadslid (vanaf 1932) en burgemeester (1933-1949) in Sint-Truiden. 
Hij werd in 1939 verkozen tot katholiek senator voor het arrondissement Hasselt-Tongeren en vervulde dit mandaat tot in 1946.